# Horizon: An American Saga
Horizon: An American Saga är en amerikansk filmserie med fyra planerade västernfilmer. Den första delen Horizon: An American Saga – Chapter 1 hade biopremiär den 28 juni 2024. Den andra delen ,Horizon: An American Saga – Chapter 2, hade premiär i september samma år på Filmfestivalen i Venedig. Filmerna är regisserade av Kevin Costner, som även skrivit manus tillsammans med Jon Baird.

## Handling
Filmerna utspelar sig under en tidsperiod på 15 år och kretsar kring amerikanska västerns expansion före och efter det amerikanska inbördeskriget.

## Rollista (i urval)
- Kevin Costner
- Sienna Miller
- Sam Worthington
- Jena Malone
- Abbey Lee
- Michael Rooker
- Danny Huston
- Luke Wilson
- Isabelle Fuhrman
- Jeff Fahey
- Will Patton
- Tatanka Means
- Owen Crow Shoe
- Ella Hunt
- Jamie Campbell Bower
- Giovanni Ribisi
- Thomas Haden Church
- Alejandro Edda
- Tim Guinee
- Michael Angarano
- Colin Cunningham
- Scott Haze
- Angus Macfadyen
- Kathleen Quinlan
- Larry Bagby